# 4Portango
4 Portango é um grupo musical português criado em 1995 por Artur Fernandes, Carlos Marques, Paulo Belchior e Angelina Rodrigues com o objectivo de interpretar e divulgar a música do compositor argentino Astor Piazzolla.

## História
Pouco tempo depois junta-se à formação Bitocas para tocar instrumentos de corda e percussões. Pelo facto de usar instrumentos velhos e objectos recolhidos onde já não tinham utilidade, passaram a chamar, desde aí, "cangalhos" aos seus instrumentos.
Em 1996 o grupo compôs e interpretou a banda sonora do filme "Mortinho por Chegar a Casa" de Carlos Silva e George Sluizer, com Joaquim d'Azurém (guitarra portuguesa) como músico convidado.

## Membros do grupo
- Artur Fernandes - concertina
- Bitocas - percussão ou, mais propriamente, "cangalhos" e voz
- Carlos Marques - clarinete baixo e clarinete soprano
- Luis Cardoso - saxofone soprano
- Paulo Belchior - piano